# Internet Archive Scholar
O Internet Archive Scholar é um navegador acadêmico criado pelo Internet Archive em 2020, possuia então cerca de 25 milhões de artigos científicos com livre acesso ao texto. O material é recolhido de três formas diferentes - conteúdo identificado pelo Wayback Machine, pela digitalização de material e o envio por parte de usuários e coleções de instituições parceiras.